# Saltos ornamentais nos Jogos Sul-Americanos de 2018
As competições de saltos ornamentais nos Jogos Sul-Americanos de 2018 ocorreram entre 5 e 8 de junho em um total de 7 eventos. As competições aconteceram no Parque Aquático Mariscal Santa Cruz, localizado em Cochabamba, Bolívia.
A competição de saltos ornamentais possui uma relevância menor no calendário internacional, uma vez que não serve de qualificação para os Jogos Pan-Americanos de 2019, ficando a responsabilidade pela qualificação para este evento o Campeonato Sul-Americano de Esportes Aquáticos de 2018. O evento de plataforma sincronizada masculina viria a ser cancelado por falta de inscrições suficientes para a competição.

## Calendário
Horário local (UTC-4).
| Data       | Horário | Evento                                |
| ---------- | ------- | ------------------------------------- |
| 5 de junho | 10:00   | Trampolim 3 m individual masculino    |
| 5 de junho | 11:30   | Trampolim 3 m sincronizado feminino   |
| 6 de junho | 10:00   | Plataforma 10 m individual feminino   |
| 7 de junho | 10:00   | Trampolim 3 m individual feminino     |
| 7 de junho | 11:30   | Trampolim 3 m sincronizado masculino  |
| 8 de junho | 10:00   | Plataforma 10 m individual masculino  |
| 8 de junho | 11:30   | Plataforma 10 m sincronizado feminino |

## Medalhistas
Masculino
| Evento                              | Ouro                                         | Prata                                 | Bronze                               |
| ----------------------------------- | -------------------------------------------- | ------------------------------------- | ------------------------------------ |
| Trampolim 3 m individual detalhes   | Alejandro Arias COL Colômbia                 | Luis Felipe Uribe COL Colômbia        | Óscar Ariza VEN Venezuela            |
| Plataforma 10 m individual detalhes | Sebastián Villa COL Colômbia                 | Isaac Souza Filho BRA Brasil          | Víctor Ortega COL Colômbia           |
| Trampolim 3 m sincronizado detalhes | Alejandro Arias Sebastián Villa COL Colômbia | Diego Carquín Donato Neglia CHI Chile | Adrián Infante Daniel Pinto PER Peru |

Feminino
| Evento                                | Ouro                                        | Prata                                          | Bronze                                            |
| ------------------------------------- | ------------------------------------------- | ---------------------------------------------- | ------------------------------------------------- |
| Trampolim 3 m individual detalhes     | Diana Pineda COL Colômbia                   | María Betancourt VEN Venezuela                 | Viviana Uribe COL Colômbia                        |
| Plataforma 10 m individual detalhes   | Ingrid de Oliveira BRA Brasil               | María Betancourt VEN Venezuela                 | Carolina Murillo COL Colômbia                     |
| Trampolim 3 m sincronizado detalhes   | Diana Pineda Viviana Uribe COL Colômbia     | Lisette Ramírez María Betancourt VEN Venezuela | Madeleine Rivadeneira Rommy Santillán ECU Equador |
| Plataforma 10 m sincronizado detalhes | Carolina Murillo Viviana Uribe COL Colômbia | Lisette Ramírez María Betancourt VEN Venezuela | Giovanna Pedroso Ingrid de Oliveira BRA Brasil    |

## Quadro de medalhas
| Ordem | País          | Medalha de ouro | Medalha de prata | Medalha de bronze | Total | Ordem por total |
| ----- | ------------- | --------------- | ---------------- | ----------------- | ----- | --------------- |
| 1     | COL Colômbia  | 6               | 1                | 3                 | 10    | 1               |
| 2     | BRA Brasil    | 1               | 1                | 1                 | 3     | 3               |
| 3     | VEN Venezuela |                 | 4                | 1                 | 5     | 2               |
| 4     | CHI Chile     |                 | 1                |                   | 1     | 4               |
| 5     | ECU Equador   |                 |                  | 1                 | 1     | 4               |
|       | PER Peru      |                 |                  | 1                 | 1     | 4               |
| TOTAL | TOTAL         | 7               | 7                | 7                 | 21    | —               |